# Lluís Danés i Roca
Lluís Danés i Roca (Arenys de Mar, 1972) és un director de cinema, guionista i director artístic català.

## Biografia
Va estudiar escultura a l'Escola d'Arts i Oficis de Barcelona i va començar la seva carrera com a escenògraf. Des d'aleshores ha conreat diverses disciplines, com el cinema, vídeo, el teatre i el circ.
El seu debut com a director de cinema va ser amb Llach, la revolta permanent, que es va estrenar a la 54a edició del Festival Internacional de Cinema de Sant Sebastià i a les sales el març del 2007. Abans (2005) havia realitzat el documental 'Llach a París' i, posteriorment, va realitzar 'Llach a Verges' (2008) que documenta el comiat del cantant de l'escena. Manté una bona relació artística amb Lluís Llach com ho palesa el fet que el cantant s'avingués a cantar en directe a l'espectacle Tranuites Circus que es va presentar al Teatre Nacional de Catalunya (2007).
Explotant les seves capacitats de realitzador i escenògraf ha creat diversos espectacles per cerimònies i gal·les on destaca l'aspecte visual utilitzant des de senzilles tècniques escenogràfiques a complexos recursos tecnològics i audiovisuals.
El 2008 Amnistia Internacional va encarregar-li la campanya per commemorar els 60 anys de la Declaració Universal dels Drets Humans. Va dirigir i realitzar de trenta anuncis publicitaris amb músics i artistes internacionals com Peter Gabriel, The Edge de U2, Michael Stipe de REM, The Nationals, Cat Power i Tom Baxter entre d'altres. I, posteriorment, per l'Agència Espanyola de Cooperació Internacional pel Desenvolupament va fer un curt documental amb més de 30 artistes llatinoamericans com Sara Baras, Pablo Carbonell, Fernando Tejero, Pedro Guerra, Víctor Manuel, Ana Belén i el Gran Wyoming, entre d'altres.
El desembre de 2009 estrena Llits al Teatre Nacional de Catalunya, un espectacle de teatre visual i circ protagonitzat pels cantants Albert Pla i Lídia Pujol amb música de Lluís Llach i Borja Penalba. El Gran Lectus (Albert Pla), un acròbata a la recerca del salt perfecte, pateix un accident i comença un viatge entre el món dels vius i els morts acompanyat de diversos personatges, entre els quals Kliné (Alba Serraute), i els records acumulats als matalassos de diversos llits. Llits també es va presentar a Reus i Sant Cugat i l'espectacle es va enregistrar íntegre en format de cinema 3D. Basat i en paral·lel a les representacions de Llits, Lluís Danés va realitzar el documental Pla/Lectus, que es va emetre pel Canal 33 on es recrea la ficció d'una progressiva adopció per part d'Albert Pla de la personalitat del Gran Lectus.

## Escenografies
- Canet rock (2014)
- Festival Cruïlla (2016)
- Festival Cruïlla (2017)
- Premis nacionals de cultura (2017)
- Festival Cruïlla (2018)
- Premis Goya (2018)
- Final de gira els colors de la terra (2018)

## Videoclips/Espots

### com a director
- Somiem (2010)
- Bressola de Nadal (TV) (2010)
- La pell del brau (2012)
- És a les teves mans (2013)
- Monlight carl carlton (2014)
- Piromusical de la Mercè (2014)
- Tricentanari (2014)
- Infla les veles (2015)
- Ella té els ulls blaus (2015)
- L'alzheimer ho esborra tot (2016)
- Milions de referèndums (2017)
- Premis gaudí (2017)

## Espectacles

### com a director
- Tranuites circus(2006)
- Llits (2009)
- El meu poble i jo (2013)
- Wasteland (2013)
- La casa de la memòria (2014)
- Nàufrags (2015)
- Gran retorn a fantasia (2016-2017)
- Premis Gaudí (2017)
- Els colors de la terra (2017)
- Premis Gaudí (2018)
- Llibertat (2018)

## Filmografia

### com a director
- Llach a París (2005)
- Premis nacionals de cultura 2005 (2005)
- Gala Amnistía Internacional (2006)
- Premis nacionals de cultura 2006 (telefilm) (2006)
- Llach: La revolta permanent (documental) (2006)
- Tranuites Circus (vídeo) (2007)
- Lluís Llach a Verges (documental) (2007)
- Pla/Lectus (documental) (2009)
- Enderrock TV (2009)
- La cançó censurada (2016)
- Laia (telefilm) (2016)
- La vampira de Barcelona (2020)

## Premis i nominacions

### Nominacions
- Premi Barcelona de Cinema 2007 Millor Documental per Llach: La revolta permanent (2006).
- Premi Barcelona de Cinema 2007 Millor Pel·lícula en V.O. Catalana per Llach: La revolta permanent (2006).
- Premis Butaca 2007 Millor pel·lícula catalana per Llach: La revolta permanent (2006).
- Premios de la música 2008: Millor Producció Musical Audiovisual per Llach: La revolta permanent (2006).
- Premis Butaca 2010 Millor Espectacle altres disciplines per Llits (2009).
- Premis Butaca 2010 Millor composició original per Llits (2009).